# よさこい祭り

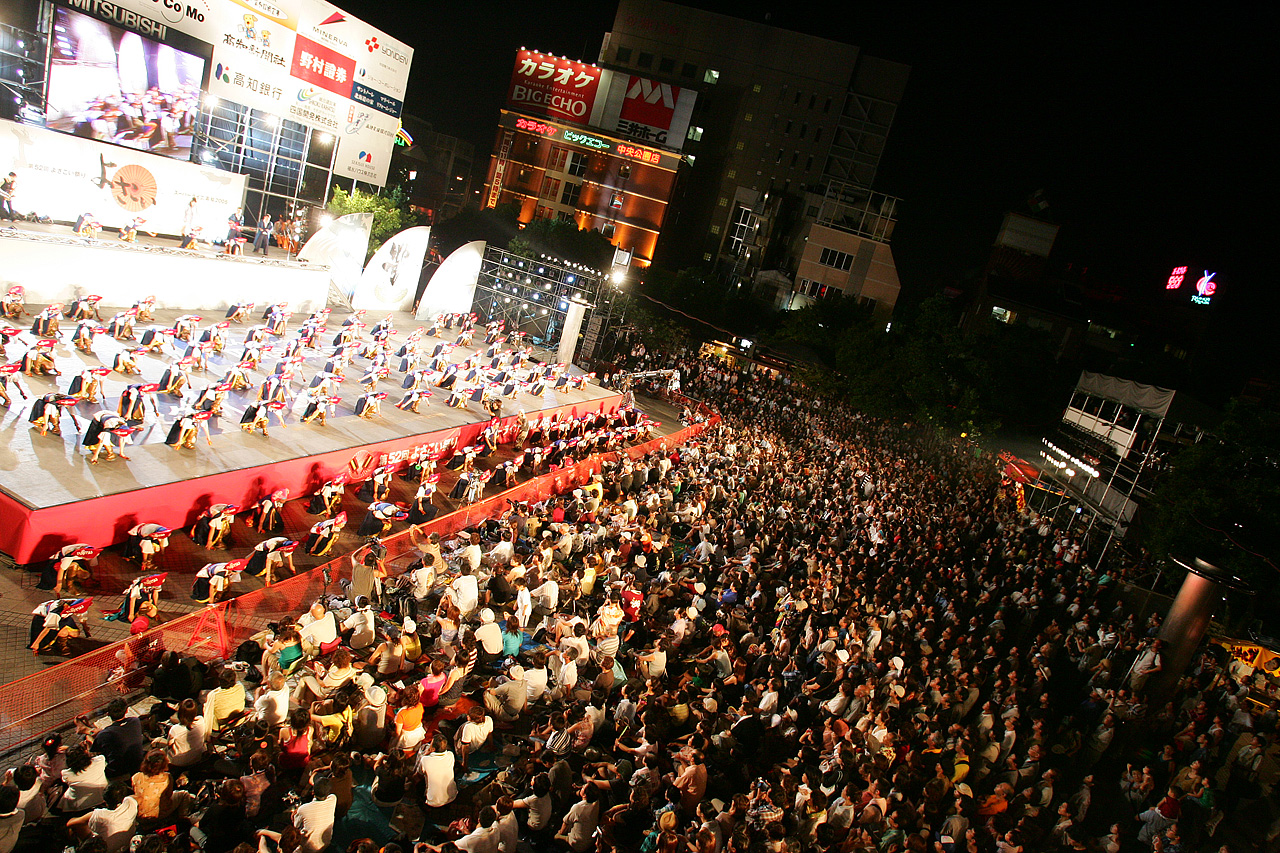
ステージで踊る踊り子達

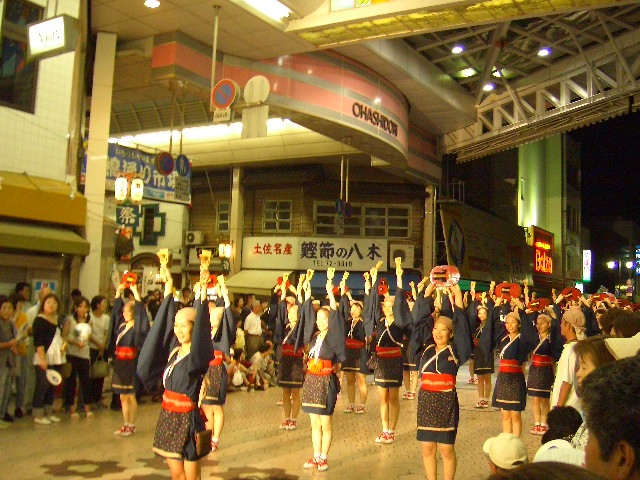
商店街を通り抜けるパレード

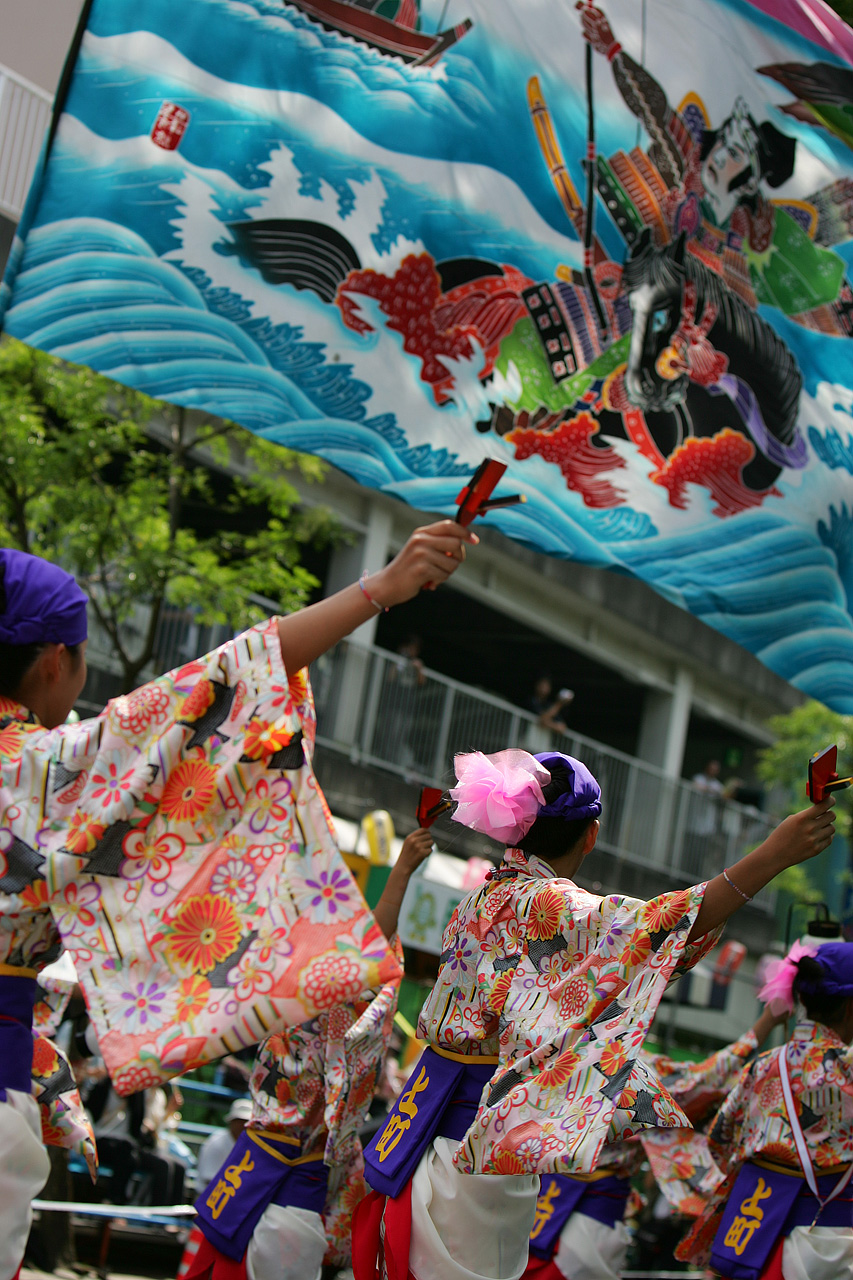
チーム毎に踊りを披露する

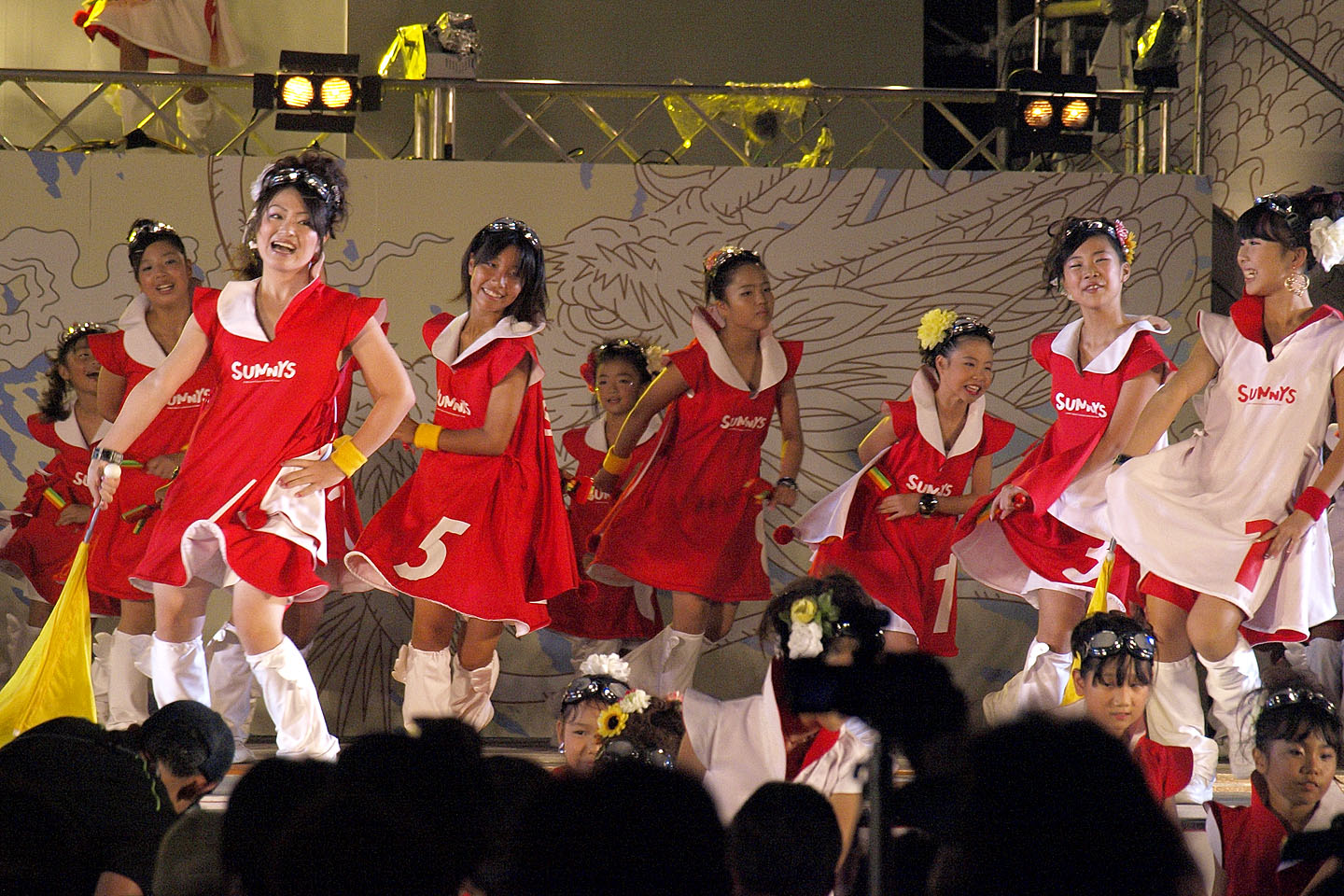
個性あふれる衣装もよさこいの魅力

よさこい祭り（よさこいまつり）は、高知県高知市の祭り。毎年8月9日の前夜祭、8月10日と8月11日の本番、8月12日の全国大会と後夜祭の4日間にわたって開催される。前夜祭の行われる9日には、約4,000発の花火を打ち上げる高知市納涼花火大会も開催される。4日間で延べ約100万人の人出がある。徳島の阿波おどり、愛媛の新居浜太鼓祭りと並ぶ四国三大祭りの一つである。
祭り本番は市内9ヶ所の競演場・8ヶ所の演舞場の計17会場で趣向を凝らした約200チーム・約2万人が演舞を繰り広げる。なお、「よさこい」という言葉の意味については「よさこい」を参照。

## 概要
1954年（昭和29年）、徳島の阿波踊りに対抗する形で、高知商工会議所青年団により第1回よさこい祭り開催（第1回開催に先立つ1950年（昭和25年）、南国高知産業大博覧会にてよさこい踊りが初披露されている）。祭りはパレード形式で開催されるが、地方車（じかたしゃ）と呼ばれるトラックにPA機器を搭載し、踊り子がその後ろに連なってよさこい踊りを舞い、各演舞場を順番に回っている。踊り子たちの衣装や化粧（概ね厚化粧）は凝っている場合が多い。
祭りの発展には武政英策が大きく関係している。武政は、踊りに用いられる楽曲「よさこい鳴子踊り」を担当するのみならず、鳴子（作物を狙う鳥を追い払う農機具）を手に持って鳴らすことを思いつき、現在でもよさこい踊りの重要なアイテムになっている。また、当初のよさこい踊りは、現在「正調」と呼ばれる日本舞踊の振り付けを踏襲した盆踊りスタイルであったが、武政が楽曲の自由なアレンジを許したため、その後色々なバリエーションを生むことになった。現在ではサンバ、ロック、ヒップホップ、演歌、フラメンコ、フラダンスなど各々のチームが趣向を凝らした楽曲と振り付けを披露し、伝統を色濃く残す「正調」とともに観客を楽しませている。
1992年（平成4年）、北海道札幌市でYOSAKOIソーラン祭りが開催、これを皮切りに「よさこい祭り」は全国各地に広がることとなった。戦後に発祥地から全国各地に広まった祭りとして、仙台七夕発祥の装置集約型の商店街イベントである七夕祭りがあるが、「YOSAKOI祭り」は踊りが中心であるため、装置集約型に比べて主催者側の支出が少ない参加者集約型の都市イベントであり、YOSAKOIソーラン祭り以降、地元の民謡と鳴子を手にしたよさこい祭りが急速に各地で普及している（詳細は「YOSAKOI」を参照）。
それに伴い、よさこい祭りも、近年大きく変容してきている。踊りの振り付けが複雑で覚えるのが難しく、かつ激しい動きをするものが多くなった。老若男女を問わず（観光客、地元民を問わず観客に飛び入り体験をしてもらう機会も含め）、楽しく踊りに参加できる形式への模索・実践が続いている。
この流れを受けて「市民憲章隊」チームが結成され、46回出場の古参チームとなっている。
市民憲章隊チームは、参加費無料で誰でも参加可能で、8月10日・11日の14時ごろ　追手筋本部競演場に接する追手前高校の体育館で受付を行い　1時間程度の練習後　追手筋・帯屋町・中央公園の3会場にて踊りに参加できる。
また　有料で法被やオリジナルの鳴子も製作可能だが、鳴子も無料貸し出しがあるので、誰でも手ぶらで参加できるのも魅力である。
ダンス中に飛び入り参加も可能で　小さい子供から大人まで楽しめるチームとなっている。
2023年の第70回は、8月10日は100人程度の参加者であったが、8月12日は700人近くの参加者があり、よさこい祭り歴代最高の参加人数のチームとなった。
（市民憲章隊チームは、参加人数制限なし）
参加者は、観光客が半数、リピーターや地元参加者が半数で、本来の市民祭の形に近いものとなっている。

## 歴史

### 略歴
- 1950年（昭和25年） 南国高知産業大博覧会で「よさこい踊り」が披露される。
- 1954年（昭和29年） 第1回よさこい祭り開催[30][31]。
- 1957年（昭和32年） 地方車を使用し始める[30]。
- 1972年（昭和47年）- ニース（フランス）のカーニバルに招待される[30]。
- 1991年（平成3年）- 前夜祭スタート。
- 1995年（平成7年）- 後夜祭スタート。
- 1999年（平成11年）- よさこい全国大会開催。
- 2003年（平成15年）- よさこい祭りが第50回の節目を迎える。後夜祭と高知市納涼花火大会の日程が重なるためこの年から高知市納涼花火大会が8月13日に変更。
- 2010年（平成22年）- 40年振りにJR高知駅前に演舞場が復活する。運営は高知商工会議所青年部。
- 2020年（令和2年）- 新型コロナウイルスの感染拡大を受け、1954年に始まって以来の中止[32]。21・22年も同様。なおその代替企画として、特別演舞（コンテスト形式ではない形）を行うことを企画したが、2021年はコロナ感染拡大のため特別演舞（高知競輪場）の開催も見合わせられた[33]。2022年は11会場に分けて開催。
- 2024年（令和6年）2月21日 - 商標登録。

### 参加数の推移
|                   | チーム総数              | 踊り子総数                        | 脚注          |
| ----------------- | ----------------------- | --------------------------------- | ------------- |
| 01回 (1954年)     | 21                      | 750                               | [ 34 ] [ 35 ] |
| 02回 (1955年)     | 30                      | 1,600                             | [ 34 ]        |
| 10回 (1963年)     | 43                      | 3,500                             | [ 34 ]        |
| 32回 (1985年)     | 106                     | 1,300                             | [ 34 ]        |
| 60回 (2013年)     | 214                     | 約20,000                          | [ 35 ]        |
| 特別演舞 (2020年) | 100 (県内) 61 (県外) 39 | 約6,500 (県内) 4,000 (県外) 2,500 | [ 36 ]        |
| 71回 (2024年)     | 184                     | 約17,000                          | [ 37 ]        |

## 参加上のルール
- 踊り子：1チームあたりの踊り子数は、150人以下[38]。
- 踊り：鳴子を持って前進する振り付け[38]。
- 楽曲：曲のアレンジは自由だが、よさこい鳴子踊りのメロディーの挿入は必須[38]。
- 地方車：地方車は各チーム1台（必須）。安全の確保、過度の装飾競争を防ぐ等の理由から、大きさ等の仕様に制限がある[38]。

## 会場（競演場・演舞場）

### 競演場
- 上町競演場
- 升形競演場
- 東洋電化中央公園競演場
- 追手筋本部競演場
- 梅ノ辻競演場
- 菜園場競演場
- 愛宕競演場
- 万々競演場
- はりまや橋競演場[39]
- 高知駅前競演場[40]
- (※知寄町競演場〈2012年（平成24年）を最後に廃止〉)

### 演舞場
- 旭演舞場
- 柳町演舞場
- 秦演舞場
- 帯屋町筋演舞場
- 京町演舞場
- 高知城演舞場
- 高知大学演舞場（2023年・第70回に新設)

## 賞
- 前夜祭（8月9日）　前年本番受賞チーム（地区競演場連合会地方車奨励賞を除く）と抽選で選ばれたチームが出場する。2013年（平成25年）から、前夜祭での審査が廃止された。
  - グランプリ
  - 準グランプリ
  - ダンス賞
  - サウンド賞
  - ファッション賞
  - 審査員特別賞
- 本番（8月10日・11日）
  - よさこい大賞
  - 金賞（3本）
  - 銀賞（3本）
  - 審査員特別賞（3本）
  - 地区競演場連合会奨励賞（12本以内。子供枠、県外枠、初出場枠がそれぞれ1本ずつ）
  - 地区競演場連合会地方車奨励賞（3本以内）
  - 個人賞　各競演場・演舞場で授賞する。色々なバリエーションがある）。
- 後夜祭（8月12日）　本番受賞チーム（地区競演場連合会地方車奨励賞を除く）が出場する。
  - 武政英策賞
- 全国大会（8月12日）　高知県外のチームが出場する。
  - 最優秀賞「輝」
  - 優秀賞「彩」
  - 優秀賞「粋」
  - 優秀賞「睦」
  - 優秀賞「艶」
  - 優秀賞「豪」
  - ペギー葉山賞（ペギー葉山の選出による特別賞）

## テレビ放送
大会期間中は高知放送をはじめ、県内民放全局で生中継される。NHKで1990年代初期と2000年代前半にBSで生中継を実施していた時期があった。2003年（平成15年）からはBSプレミアム（2010年（平成22年）まではBS-hi）でよさこい祭りの期間中に祭の様子などを収録、期間終了後に放送（放送自体ない年もある）。
2023年はスポーツブルで有料配信。